# Paradox (zespół muzyczny)
Paradox – niemiecka grupa muzyczna, wykonująca techniczny thrash metal. Została założona w 1986 roku przez wokalistę i gitarzystę, Charlego Steinhauera oraz perkusistę, Axela Blaha.

## Skład
- Charly Steinhauer – śpiew, gitara
- Roland Keller – gitara basowa
- Kai Pasemann – śpiew, gitara
- Roland Jahod – perkusja

### Byli członkowie
- Fabian Schwarz – gitara
- Matthias Schmitt – gitara basowa
- Andi Siegl – gitara basowa
- Oliver Holzwarth – gitara basowa
- Alex Holzwarth – perkusja
- Axel Blaha – perkusja
- Chris Weiss – perkusja

## Dyskografia

### Albumy studyjne
- Product of Imagination (1987)
- Heresy (1989)
- Collision Course (2000)
- Electrify (2008)

### Dema
- Demo #1 (1986)
- Mystery (1987)